# Острову Маре
Острову Маре (рум. Ostrovu Mare) или Велико Острво је село у општини Гогошу у Румунији у жупанији Мехединци. Према попису из 2021. у насељу је живео 741 становник.

## Географија
Острову Маре се налази на југозападу Румуније, смештено у северном делу Великог острва на левој, румунској обали Дунава, наспрам села Михајловац на српској обали. Село је удаљено 368 километара од Букурешта, 135 километара западно од Крајове, 50 километара јужно од Дробета-Турну Северина, а од хидроелектране Ђердап II и граничног прелаза са Србијом Порциле де Фијер II 11 километара јужно. Административно припада општини Гогошу у округу Мехединци.

## Историја
Острову Маре се први пут спомиње 1721. године када га је Фридрих Шванц забележио под називом Острову де Жос (рум. Ostrovu de Jos). Када је Неготинска крајина припојена Србији, 1833. године, Велико острво је припало Кнежевини Влашкој, иако је жеља мештана била да буду део Србије због страха од влашких бојара. Због тога су се Великоострвљани обратили кнезу Милошу који им је понудио да напусте острво и пређу у Кнежевину Србију, па је у периоду од 1833. до 1834. основано село Михајловац које се налази на супротној обали Дунава, наспрам Острову Мареа у Србији. 1835. године Острову Маре је имало 250 домаћинстава.

## Становништво
| Година       | 2011 | 2021 |
| ------------ | ---- | ---- |
| Становништво | 773  | 741  |

Према попису из 2021. године у насељу је живео 741 становник што је за 32 (-4,14%) мање у односу на 2011. када је на попису било 773 становника.
| Етнички састав према попису из 2011.‍ | Етнички састав према попису из 2011.‍ | Етнички састав према попису из 2011.‍ | Етнички састав према попису из 2011.‍ | Етнички састав према попису из 2011.‍ |
| ------------------------------------ | ------------------------------------ | ------------------------------------ | ------------------------------------ | ------------------------------------ |
|                                      |                                      |                                      |                                      |                                      |
| Румуни                               | Румуни                               |                                      | 703                                  | 90,94%                               |
| Непознато                            | Непознато                            |                                      | 70                                   | 9,06%                                |